# Вулиця Скидана
Ву́лиця Скидана — невеличка вулиця у Шевченківському районі Львова, у місцевості Підзамче, що сполучає вулиці Остряниці та Донецьку. 

## Історі та назва
Вулиця утворилася на початку 1920-х років та мала назву Святої Кінґи бічна, на честь Кунегунди Угорської (Святої Кінґи) — принцеси, дочки угорського короля Бели IV, католицької святої. На часі німецької окупації, 1941-1944 роки — Кінґа-Небенґассе. 1944 року вулиці повернена передвоєнна назва  — Святої Кінґи бічна. 1946 року отримала назву — вулиця Савіної бічна, на честь російської акторки Марії Савіної. Сучасна назва — вулиця Скидана, на пошану полковника запорізьких нереєстрових козаків Карпа Скидана.

## Забудова
В забудові вулиці Карпа Скидана присутні сецесія, конструктивізм.
№ 18 — будівля львівської середньої загальноосвітньої школи І—III ступенів № 20, споруджена 1898 року за проєктом архітектора Міхала Лужецького у неоренесансному стилі для міської народної школи імені Святого Мартина. У 1940 році приміщення займала неповна середня школа № 57 міськвідділу народної освіти. По війні, від 1946 року в приміщенні містилося дві школи — неповні середні школи № 20 (з російською мовою навчання) та № 22 (з українською мовою навчання) міськвідділу народної освіти, а неповна середня школа № 57 того ж року переїхала до будинку на вулиці Декабристів, 6 (нині вулиця Жовківська). У 1958 році середня школа № 22 отримала нове приміщення на вулиці Хімічній, 7. Відтоді школа № 20 займає усю будівлю. До 1990 року навчання у школі здійснювалося лише російською мовою, але від 1990 року поступово школа перейшла на українську мову викладання предметів. Від 1994 року у школі діє спортивний клуб кіокушинкай карате «Канку». З клубу за всю історію існування вийшло 3 майстри спорту міжнародного класу, 9 майстрів спорту, та 21 кандидат в майстри спорту.

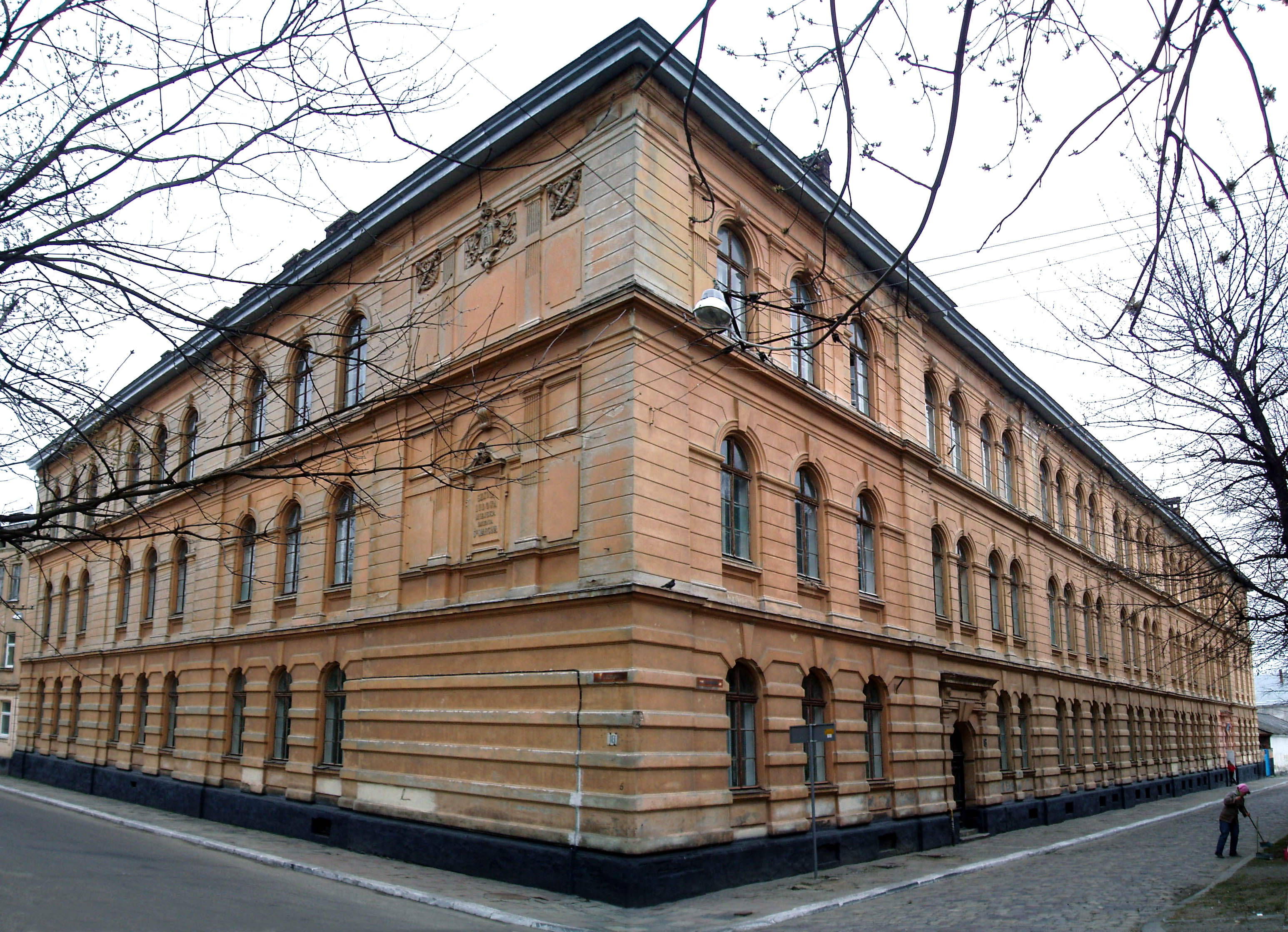
Колишня міська народна школа імені Святого Мартина
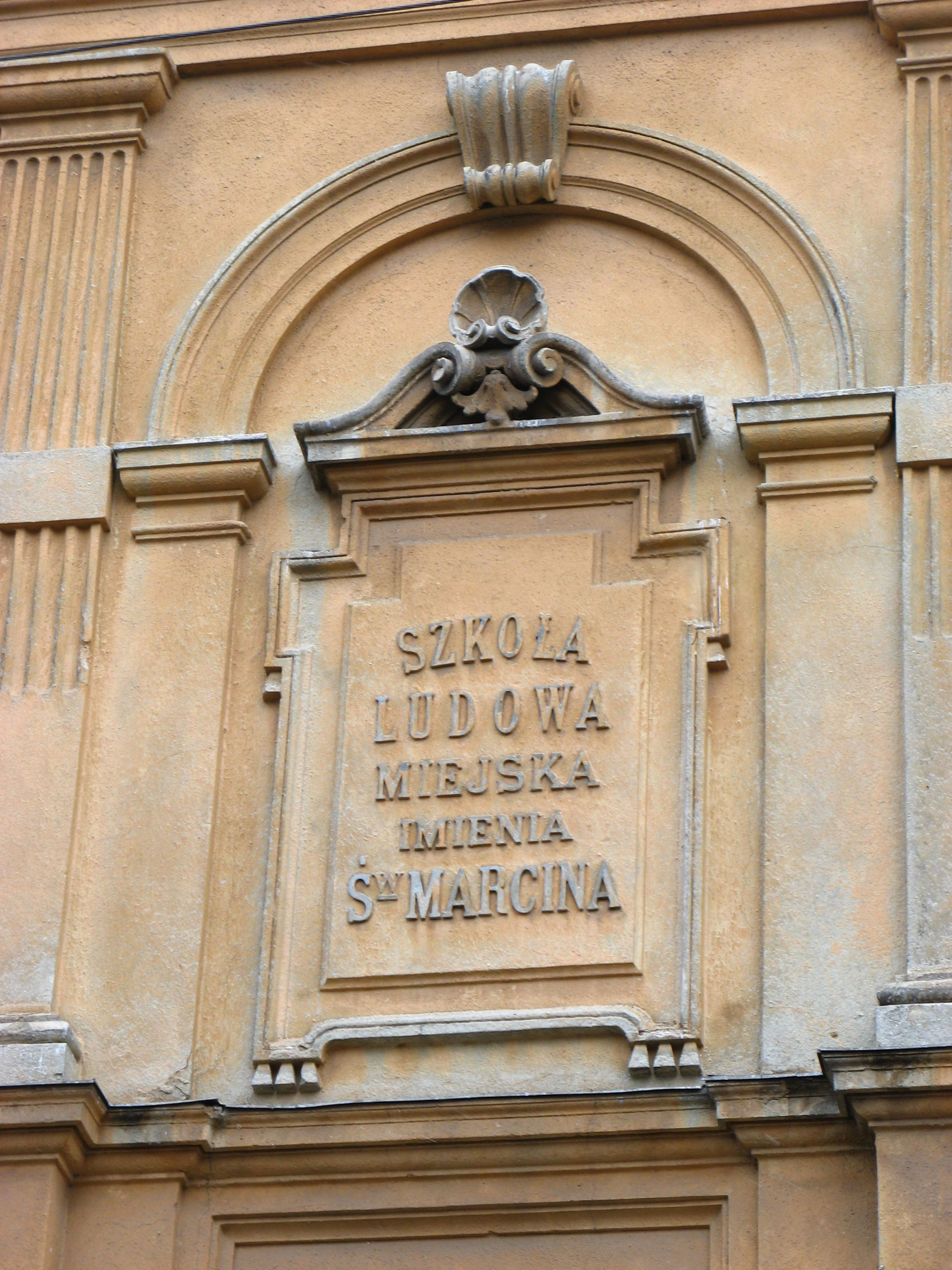
Інформаційна таблиця на західному фасаді школи
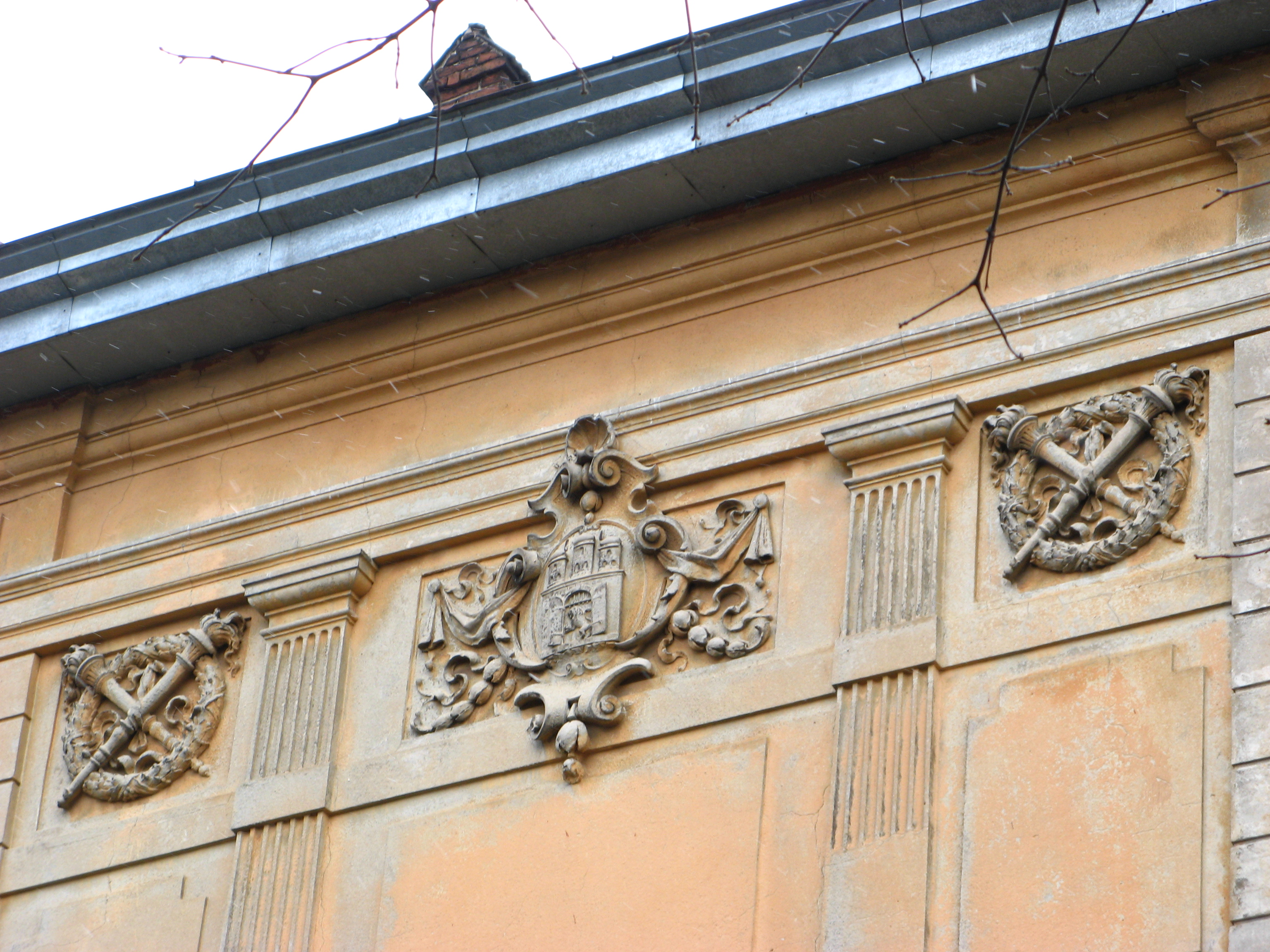
Архітектурне зображення герба м. Львова на західному фасаді школи

## Пам'ятні, меморіальні та інформаційні таблиці
На західному фасаді школи, що виходить на вулицю Остряниці, на рівні вікон другого поверху збереглася таблиця з написом, який сповіщає що це будівля колишньої міської народної школи імені Святого Мартина (пол. Szkoła ludowa miejska imienia Św. Marcina) над таблицею, на рівні вікон третього поверху, розташоване архітектурне зображення герба м. Львова.

## Події
6—7 вересня 2014 року на території львівської середньої загальноосвітньої школи І—III ступенів № 20 пройшов «Фестиваль сусідів на Підзамчі», в рамках якого відбулися наступні події: «сусідські частування», «сусідський обмін», показ анімаційних та художніх короткометражних фільмів про сусідство від Міжнародного кінофестивалю «Cinema Perpetuum Mobile» (Мінськ, Білорусь), екскурсії по Підзамчу, майстер-класи, благодійний ярмарок, музичні виступи гуртів Lemko Bluegrass Band, Оленки, Хатнєграння, Cherry Band, Перекоти Поле, Bahato Lis, Joshua Pratt Band, Марія Копитчак та «Оркестру почувань».